# 火影忍者忍者分类
在日本动漫火影忍者系列中，忍者按照实力的不同有相应的階级。忍者在成为忍者村正式的一员后，从下忍开始，按照训练和完成任务的情况不断晋升。虽然低级别的忍者并非一定比高级别的忍者实力弱，但不同的级别基本可以代表实力的大体水准。除了级别，忍者还可以按职责或从事的工作分类。

## 按級別分

- 學員
意即正在忍者學校學習基本忍術的學生，由中忍擔任班導師，畢業後會得到一條刻有該村徽號的護額。

- 下忍
每三名下忍會被編成一支小隊，並由一位上忍老師領導，但他們仍要通過上忍老師的生存測試，方能正式成為下忍執行任務，未通過者必須再回忍者學校重新训练。通常只有33.3%的錄取率，而且他們所執行的任務多限在D級，如替人尋找寵物、環境清潔等，不會涉及有忍者衝突的任務。不過，如果能力許可，也可執行C級任務，例如護衛政要返國等；能力再高如第一部中的我愛羅（第五代風影），就更能執行B級的任務。著名的下忍有漩渦鳴人（第七代火影）和宇智波佐助。

- 中忍
協助處理忍者學校事務、出仕可能有忍者對決之任務，通常執行B及C級的任務。可為小隊隊長、忍者學校班導師等。要成為中忍，並非單憑某人的忍術高低來分，而是由具有領導潛能、並能安全帶領隊員執行任務者來擔當。每年均會舉行二次中忍考試，但勝出者不一定能當中忍，沒有勝出者也有可能成為中忍，只要各國前來觀戰的諸侯同意他的實力，就能成為中忍。著名的中忍有海野伊魯卡、奈良鹿丸，第二部的秋道丁次、天天、犬塚牙、春野櫻等。

- 特別上忍（特別上忍）
與全能型發展的上忍不同，他們是在某些方面具有獨特才能及發展的忍者，實力居中忍與上忍之間。從事專門的研究，如：教育、研發、諜報等。需具有特別技藝之忍者才能勝任。著名的特別上忍有御手洗紅豆、山城青葉、月光疾風、森乃伊比喜、惠比斯等。

- 上忍
各國的菁英忍者。除了領導能力外，還要求在忍術及分析力等各方面均有特出表現，為全能型的忍者。因需處理S級及A級的任務，經常處於危險狀態，也會做為指導下忍執行任務的小隊老師，故要求亦比中忍高。著名的上忍有旗木卡卡西、阿凱、猿飛阿斯瑪、夕日紅，第二部的日向寧次、奈良鹿丸、勘九郎、手鞠等。

- 影
各忍者村的領袖。於國家來說相當於國家軍事力量之國防部長，其中五大國的忍者領袖為水影、風影、火影、土影、雷影。因為這五人都是元首級人物，所以被合稱「五影」，如有必要時就會集結，召開「五影會談」，類似現實中的高峰會。現任五影為第六代水影—長十郎，第五代風影—我愛羅，第七代火影—漩渦鳴人，第四代土影—黑土，第五代雷影—達魯伊。

## 按職責分
- 料理忍者
負責烹飪的忍者。因為忍者平時多只是食用兵粮丸填補體力，他們也會想吃有味道的食物，所以做就料理忍者的出現。料理忍者的信念是:即使是好味的食物，也不會影響忍者的日常工作。但最終構思卻被罷免，因為食物中加入了太多調味料，使忍者們變得肥胖起來，並阻礙他們執行任務。著名料理忍者有户助。

- 醫療忍者
負責醫療的忍者，以減低執行任務時的死傷率，及增加任務達成的成功率。綱手曾提出在每個小隊之中再配置一位醫療忍者，但因為當時人手及技術均不足的問題下被第三代火影—猿飛蒜山否決。不過到了綱手成為第五代火影後，已積極培訓更多有能力的醫療忍者，如靜音、春野櫻及山中井野，都是由她親自教導。
從動畫中所見醫療忍者的忍術，大致上有掌仙術及治活再生之術。「掌仙術」是將查克拉集中於手中，然後對準受傷位置進行治療或手術；而治活再生之術則是數名醫療忍者一起所施的術，利用傷者體內的細胞，對傷口進行復癒。但此術需要極長的時間及集中力，所以要不時輪休，以補充自身的體力。日向寧次就曾接受此項治療，得靜音及醫療忍者們的救治方能生存下來。著名醫療忍者有木之葉村的綱手、靜音、春野櫻，砂隱村的千代婆婆（同時也是傀儡師），以及音隱村的藥師兜等。

- 郵遞忍者
或稱飛毛腿忍者，動畫第177話中曾出現的特別忍者。與一般信差外型的分別，就是他們的帽子上有用作信差間稱呼的代號數字，及雙眼前配上了望遠鏡。他們負責將郵件在各國或忍村間傳送，由於範圍廣大，所以很多時在派遞時遇上危險、甚至危及生命之事，這也是他們與一般不涉及危險差事的信差的分別。但他們對自己的工作是相當有熱誠、及忠於信差的使命，即使遇上什麼情況，都要達到將信件成功送到目的地為止。當他們被問及名字時，不會說出自己的姓名，而是說出他們的代號數字；另外他們利用煙霧跟遠處的郵遞忍者溝通。

- 商忍
介於各國之間交流買賣的忍者，類似現代各國交易的商人，只會一些自我防身的皮毛忍術，算不上是很強的忍者。在444集“紅州的商忍”中出现。

- 演歌忍者
介於忍界各國之間的忍者，專門在各國進行演唱表演的才藝（類似現代藝人歌手），除了會表演才藝以外，還會忍術，只是施展忍術的能力較差而已，能力大部分都介於中忍與上忍之間。演歌忍者目前只出現一位－與作，是八尾祭品之力殺人蜂的演歌師父，殺人蜂經常到島龜上找與作練習演歌，但在417集～418集遭到干柿鬼鮫的攻擊，所幸被殺人蜂所救。

## 组织

### 暗部

暗部的紋身

全稱「暗殺戰術特殊部隊」。如果以現實世界來說，任務性質類似美國中央情報局（情蒐、暗殺、保護重要人物）；組織編制則類似中華民國憲兵特勤隊（由國家元首直轄）。暗部是從村內被挑選的優秀忍者所組成，所有的隊員均精通身體構造，深明人體弱點。而為了區分出暗部和一般的忍者，以及隱藏他們的真正身份，成員們都要戴著白色瓷面具。此外，他們亦有一套標準的制服：黑色的短衣、灰色的保護服、謢臂，並且在手臂上刺有螺旋形記號的紋身。有的時候暗部隊員亦會外披一件披風在身上（暗部的披風為黑色，原「根」成員的披風則多為白色）。與一般的忍者不同，每一名暗部都會配帶忍者刀並繫在背上，為了保護忍村在瀕臨死亡之際必須讓自己死不留屍。每個忍者村的面具都不大一樣，木葉暗部是動物面具、砂忍是鬼面具、霧忍是花紋面具（追忍）。
暗部的工作主要是負責保護影和忍者村的安全、在敵國執行高風險的任務如間諜或暗殺、出仕可能涉及與S級忍者對決的任務。由於暗部直屬於影，所以工作亦由影直接委派，而且任務性質及其他一切資料均屬保密，一切行動及功績都不會公開。暗部組織也有自己基本的忍術，如定身術（金縛りの術，Kanashibari no Jutsu，可使敵人全身麻痺，然後再施以攻擊）及時逆之術（Jigyaku no Jutsu，對某人施以催眠術，然後讓他回憶起連本人也無法記起的經歷）。
在火影故事中擔任暗部的主要角色有：旗木卡卡西（前木葉暗部分隊長），宇智波鼬（13歲成為木葉暗部分隊長），森乃伊比喜（木葉暗部拷問部隊隊長）、黑鋤雷牙（霧忍村暗部）、卯月夕颜和天藏。

### 追忍
全稱「追殺忍者部隊」。負責追殺叛忍的忍者，通常只留下叛忍的頭顱作為任務完成的證明，而其他部份則會用不同方式來處理，如以火葬或召喚烏鴉啄食殘體。他們亦必須立刻處理掉屍體，以避免屍體落入其他忍村手中，使自己忍村內的資料外泄，如忍者的查克拉類型、忍術、所用藥物類型、血繼限界等。正因為他們常常要處理屍體，故他們對人體結構方面的知識是相當清晰及詳細，所以追忍也被通稱為屍體處理班。
第一部中，白就曾用自己過去在霧隱所戴的追忍面具，表面上偽裝成奉命追殺叛忍桃地再不斬，但實際上卻是為了救走再不斬的策略。第二部中，霧忍青在471話提及自己曾效力於此組織，因此對封印忍術特別有一套。

### 根
又稱「暗部培訓部門」。由鷹派元老志村段藏在木葉暗部中建立的獨立機動部隊，其成員是直接隸屬於段藏，而不是火影。雖然「根」已在第三代火影猿飛日斬的命令下解散，但仍有其成員待在暗部，甚至繼續效忠段藏。在漫畫中幾次密會的「根」成員都是身著白色披風，推測是過去「根」的統一裝扮。培因入侵木葉時，段藏曾命令「根」成員不去支援木葉，並認為達成自己野心的小小犧牲不足為道。
已知「根」成員有：祭、寺井、山中風、油女斗留音等。

所謂「根」之人

沒有名字、沒有情感

沒有過去、沒有未來

只有任務

在背後支撑起木葉村這棵大樹的是深扎於大地之中的......我等「根」的意志

—根之訓言
你是沐浴陽光的木葉，我是黑暗中的根

—志村段藏

### 木葉警務部隊
負責制訂村中的律例，同時加強並維持木葉隱村的秩序、治安以及逮捕有犯罪事實的忍者，類似現實世界的警察單位。由第二代火影所創立，許多宇智波族人都隸屬其中的第一分隊。標誌為飛鏢中央有宇智波家族的家徽——扇子，亦代表了宇智波一族的光榮。鼬的父親、身為族中的代表宇智波富嶽就在總部工作。鼬未進入暗部前，跟弟弟佐助有同一個夢想，就是在木葉警務部隊中工作。不過警務部隊的職權也有限，例如涉及暗部的事情，他們無法插手。而且警務部隊被視為第二代火影為阻止宇智波一族背叛的手段，表面上是彰顯信賴所設立，然而其受到暗部的監視，導致後來宇智波一族意圖謀反，但在行動前夕反遭自己的族人宇智波鼬滅族，而木葉警務部隊也走入歷史。

### 木葉村二十小隊
火之寺事件後，由綱手命令靜音立刻調動及組成的大規模小隊組織。事緣於「曉」成員飛段及角都入侵火之國，並在火之寺中進行大規模屠殺，把前「守護忍十二士」之一的地陸殺死，之後一名死裡逃生的僧人前來匯報，方知此事的發生。故綱手決定派出多個小隊追蹤、逮捕，並下令有需要的情況下殺死「曉」的成員。已知的兩個小隊為：（第一隊）上忍猿飛阿斯瑪、中忍奈良鹿丸、神月出雲、鋼子鐵；（第二隊）特別上忍山城青葉、並足雷同、中忍秋道丁次、山中井野。最後猿飛阿斯瑪亦於與飛段的對決中不幸戰死。

## 其他忍者

### 流浪忍者
是四處流浪的非正統忍者，並不屬於任一忍者村。動畫篇曾有一支由流浪忍者所組成的組織「候鳥忍者」，遊走各國之間，偷學各國的忍術，但大多都並未學全（如偷學自我愛羅的沙子忍術），或者形似而神非（如以鋼絲假作的影子模仿術、利用投影機造出的通靈之術），多數成員實力並不傑出，後以「慧」為首意圖奪取鳥之國，全員都被旗木卡卡西、漩渦鳴人、天天、日向寧次擊敗。

### S級忍者
忍者界的一種分類方式，指能力能打倒一般上忍、具有獨特能力並聲譽各國的忍者。他們可以是忍村中的忍者，也可以是周遊列國、但仍忠於原忍村的忍者。如「木葉三忍」中的自來也及綱手。也可以是受到各國極度重視的S級忍者，而他們通常是因為做出了嚴重影響忍村的罪行而叛離（如大蛇丸或宇智波鼬）。「曉」組織內的十人眾，本都是從各忍村聚集而來的S級叛忍。他們的能力更可能超越影級忍者，故各忍村均對他們加以防範。由於通常S級忍者身懷絕技，故為很多其他忍者所畏懼，不敢跟他們正面交鋒。
例： 旗木卡卡西、漩渦鳴人、宇智波佐助、阿凱、我愛羅、「曉」成員、歷代五影、「木葉三忍」、「木葉白牙」、宇智波斑等。

### 祭品之力
體內封印有尾獸的忍者，這些忍者作為尾獸的容器不單負起封印尾獸的責任，也利用尾獸的力量成為忍者村的重要戰力，但因為使用尾獸查克拉時，同樣會被尾獸影響（一尾的人柱力無法獲得安定的睡眠、九尾的人柱力抽取查克拉時會被九尾的負面思想影響），所以多數人柱力長期處於情緒不甚安穩的狀態，嚴重時甚至會出現尾獸暴走的情況使村子蒙受巨大損失，使村人將人柱力跟尾獸劃上等號，幾乎只要是身為祭品之力，就一定會被全村人歧視，沒有人緣，發生了大事也沒人會去關心。
但是並非沒有例外，根據志村段藏所言只有八尾人柱力殺人蜂跟三尾人柱力矢倉可以完美控制尾獸的力量；然而按照設定書的介紹，二尾人柱力二位由木人跟四尾人柱力老紫也都能有效控制尾獸；第四次忍戰中，漩渦鳴人經過鍛鍊後也能完美借用九尾的力量。

## 忍具
- 護額：已畢業忍者身上裝備的物品，上頭刺有忍者村的代表圖案。

- 背心：已擔任中忍身上裝備的物品，上頭刺有忍者村的代表圖案。(木葉背心後刺有漩渦一族標誌，以表示友好關係)

- 苦無：忍者最基本的武器之一，可當暗器或近身肉搏用。

- 手裏劍：忍者最基本的武器之一，能遠距離攻擊敵人。

- 鐵棘菱：忍者最基本的武器之一，能够洒在地上阻止敌人前进。

- 風魔手裏劍：巨大的手裏劍，有些還可摺疊收藏。

- 千本：可當暗器使用的針，平時用在醫療用途。

- 引爆符：具有爆炸能力的符咒，通常會被綁在苦無上投擲出去攻擊敵人。

- 封印符：具有束縛能力的符咒，第四次忍戰時用於壓制穢土轉生的死者。

- 結界符：具有封閉空間的符咒，九尾襲擊木葉村時用於控制九尾的行動範圍。

- 壓制符：具有壓抑查克拉的符咒，自來也曾給予卡卡西此符咒以解除鳴人的尾獸狀態。

- 捲軸：記載資料的書本，有些能作為施展術的工具或利用通灵术收藏忍具。

- 軍糧丸：忍者在戰場上專門補充查克拉的方便食糧，據說服用後能連續戰鬥三天三夜。

- 增血丸：忍者在戰場上專門補血的方便食糧。

- 煙霧彈：爆開後能產生煙霧遮蔽敵人視線的武器，亦有摻毒氣的版本。

- 閃光彈：爆開後能產生強光遮蔽敵人視線的武器。

- 护腕：类似于卷轴，可以用来存放武器（佐助在猫婆婆那里拿到的，携带方便，使用简便，虽说是通用忍具，但是并不常见，貌似现在只见佐助用过）

## 任務分類及報酬
S級任務：關係到國家等級之機密事項的任務。工作內容可能是依據他國的邀請參加戰爭、暗殺要人、搬運機密文件等。報酬為一百萬兩以上。
A級任務：關係到村子或國家等級之動向的任務。工作內容可能是依據他國的邀請參加戰爭、保護要人、討伐忍者部隊等。報酬為十五萬兩到一百萬兩。
B級任務：被預期可能要與敵人忍者交戰的任務。工作內容可能是依據他國的邀請參加戰爭、護衛、諜報工作、殺害忍者等。報酬為八萬兩到二十萬兩。
C級任務：執行任務者可能會受傷的任務。工作可能主要是依據他國的邀請參加戰爭、護衛、品行調查、捕獲或討伐猛獸等。報酬為三萬兩到十萬兩。
D級任務：不需要直接參與戰鬥或無生命危險的輕度任務。工作內容可能調查寵物下落、品行調查、幫助挖掘番薯或帶小孩等。報酬為五千兩到五萬兩。
兩的貨幣價值，一兩=十日圓。

## 忍界大戰
忍者五大國之間爆發的戰爭，規模波及整個忍界。類似現實中的世界大戰。
第一次忍界大戰
大約是五大國建立時發生的戰爭。
第二次忍界大戰
第一次大戰結束後約20年後爆發的戰爭。第三代火影的三個學生在此戰中相當活躍，並以「木葉三忍」之名盛傳忍界。這個時期綱手痛失胞弟繩樹以及愛人加藤斷，自來也教導年幼的彌彥、長門、小南各種忍術及信念。
第三次忍界大戰
第一部故事前約13年前時期的戰爭，卡卡西外傳的「神無毘橋戰役」就是這個時期。
第四次忍界大戰
第二部故事中，自稱宇智波斑的鳶（真面目為宇智波帶土）率領10萬白絕並聯合藥師兜的穢土轉生大軍向整個忍界宣戰，五大國則聯合鐵之國組成人數為8萬的忍者聯軍與之對抗，規模為忍界史上最大，也是歷次大戰中最為團結、並非五大國之間彼此互相爭奪的戰役。全體隊員皆配戴「忍」字護額，指揮中心設於雷之國。
- 領導層

最高統帥：第四代雷影 艾
總參謀：第五代火影 綱手
指揮官：木葉 奈良鹿久（被十尾的遠程尾獸玉擊中指揮中心而殉職）
代理指揮官：雲忍 麻布伊（被十尾的遠程尾獸玉擊中指揮中心而殉職）
總隊長：第五代風影 我愛羅
- 主力部隊

第一部隊「中距離戰鬥聯合軍分隊」
隊長：雲忍 懶／達魯伊
第二部隊「近戰戰鬥聯合軍分隊」
隊長：岩忍 黃土
第三部隊「近中距離戰鬥聯合軍分隊」
隊長：木葉 旗木卡卡西
第四部隊「遠距離戰鬥聯合軍分隊」
隊長：第五代風影 我愛羅（兼）
代理隊長：木葉 奈良鹿丸
第五部隊「特種戰鬥聯合軍分隊」
隊長：鐵之國大將 三船
- 大名護衛隊

隊長：第五代水影 照美冥
- 奇襲部隊

隊長：砂忍 勘九郎
- 情報部隊

隊長：木葉 山中亥一（被十尾的遠程尾獸玉擊中指揮中心而殉職）
- 醫療後勤部隊

隊長：木葉 靜音
- 感知前衛部隊

隊長：霧忍 青
代理隊長：雲忍 希
- 龜島部隊

隊長：木葉 油女志微
- 結界部隊

隊長：雲忍 脆
- 潛入偵查部隊

隊長：木葉 御手洗紅豆